# Doradca tymczasowy
Doradca tymczasowy – w polskim prawie przedstawiciel ustawowy osoby, wobec której toczy się postępowanie w sprawie o ubezwłasnowolnienie.

## Ustanowienie doradcy tymczasowego
Wyłącznie właściwy w sprawie o ubezwłasnowolnienie sąd (sąd okręgowy miejsca zamieszkania osoby, której dotyczy wniosek o ubezwłasnowolnienie, a w braku miejsca zamieszkania - sąd miejsca jej pobytu) w toku postępowania albo przy jego wszczęciu może ustanowić doradcę tymczasowego. Może to uczynić na wniosek uczestnika postępowania, jak również z urzędu. Sąd powinien wysłuchać osoby, której dotyczy wniosek o ubezwłasnowolnienie. Doradcą tymczasowym ustanawia się przede wszystkim małżonka lub krewnego osoby, wobec której wszczęto postępowanie. Kandydata na doradcę tymczasowego może wskazać organizacja pozarządowa, do której zadań statutowych należy ochrona praw osób niepełnosprawnych. Sąd wydaje postanowienie w przedmiocie ustanowienia doradcy tymczasowego. Postanowienie to jest zaskarżalne zażaleniem.

## Następstwa prawne ustanowienia doradcy tymczasowego
Osoba, dla której ustanowiono doradcę tymczasowego, traci pełną zdolność do czynności prawnych. Traktuje się ją jak ubezwłasnowolnionego częściowo.

## Odwołanie doradcy tymczasowego
Sąd odwoła doradcę tymczasowego, jeśli ochrona osoby, której dotyczy wniosek o ubezwłasnowolnienie, lub jej mienia nie jest już potrzebna. Odwołanie doradcy tymczasowego następuje w formie postanowienia, na które służy zażalenie. Doradca tymczasowy działa do czasu prawomocnego oddalenia albo odrzucenia wniosku o ubezwłasnowolnienie, albo umorzenia postępowania. To samo dotyczy ustanowienia opiekuna albo kuratora po orzeczeniu ubezwłasnowolnienia.